# 新沃洛德米里夫卡 (贝雷兹内胡瓦泰市镇)
47°26′30″N 32°43′39″E / 47.44167°N 32.72750°E
新沃洛德米里夫卡（烏克蘭語：Нововолодимирівка），是烏克蘭南部尼古拉耶夫州巴什坦卡區贝雷兹内胡瓦泰市镇的村落，始建於1812年，面積2平方公里，海拔高度64米，2001年人口699，人口密度每平方公里348.8人。